# 胡詢
胡詢，字舜謀，號澤齋，福建南安人，明朝政治人物、進士出身。

## 生平
成化十六年，福建庚子乡试中舉。成化二十年，登甲辰科會試中進士，官至戶部員外郎。